# 延安日记

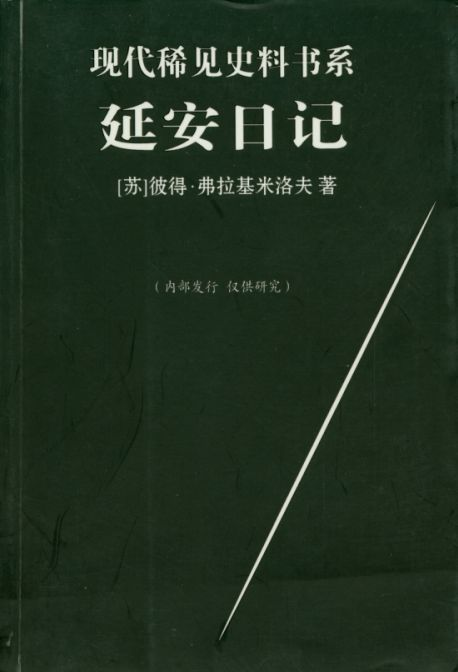
延安日记中译本

《延安日记》是苏联人彼得·弗拉基米洛夫（原姓弗拉索夫）写的一本纪实书籍，作者当时以共产国际驻延安联络员兼塔斯社軍事特派員身份，進駐中國共產黨中央委員會驻地。该书记录了1942年5月到1945年11月期间，作者从个人视角记录了在延安的见闻、感想。弗拉基米洛夫死后，该日记经其子弗拉索夫（V. P. Vlasov）編撰后于1973年在苏联以《中国特区：1942－1945》（Особый район Китая. 1942—1945）为题名，由莫斯科文學通訊社出版。1975年美国纽约雙日出版公司出版了英译本《弗拉基米洛夫日记》（The Vladimirov diaries）。
1976年，台湾国联出版社出版了该书的中译本，由周新根据英文本翻译而成，名为《延安日记》。1980年，中国大陸北京现代史资料编刊社根据英译本由吕文镜、吴名祺、唐秀兰、石菊英等翻译，内部出版了中文版《延安日记》。2004年3月又由东方出版社作为“现代稀见史料书系”出版，封面上注明“内部发行，仅供研究”（即內部書形式），英文版中的照片都没有收录。
该书记录了抗战时期陕甘宁边区政治、经济、军事、文化等方面的情况，记录了延安整风、中共七大部分情况，披露了当时中共与苏共、美国驻延安军事观察组之间的交往情况，也披露了共产党在抗日戰爭期間的政治立場及在根据地种植鸦片贩卖以换取经费的情况，以及中共領導人與日本佔領軍司令部在抗日戰爭期間如何秘密保持直接聯繫。

## 評論
有评论認為《延安日记》是前苏联政治需要的产物，并非弗拉基米洛夫当年著述，其真实性和严肃性都值得怀疑。弗拉基米洛夫的儿子尤里·弗拉索夫也承认《延安日记》是中苏交恶（特别是珍宝岛事件）之后，苏联官方为了政治需要而撰写的。苏联方面根据弗拉基米洛夫从延安发回莫斯科的电报以及苏联方面的其他情报编写了本书，部分内容涉嫌杜撰。
有論者則認為《延安日记》中提到有關中共於延安種植鴉片的情況在其他文獻也有提及過。包括张国焘的《我的回忆》。另外曉劍所著《滄桑》一書也因涉及了延安時期共產黨種植鴉片而被禁。
還有論者認為《延安日记》中提到的中共與日軍在抗日戰爭期間的聯繫，由新四军组织部长曾山負責。文革時曾山擔任中華人民共和國內務部部長，此事在被內務部「革命造反派聯合總部」知道，認為曾山是日本特務、漢奸，曾山說是按照延安指示，造反派不信，由時任國務院內務辦公室聯絡員的孫宇亭經由汪東興、謝富治批准，到中央檔案館查檔案，查到有關電報四份，包括曾山的報告，中共中央的正式批文，毛澤東、劉少奇、周恩來、任弼時、康生都有親筆簽字，証實了新四军與日军接触是中共中央的正式決定。孫宇亭後來因此被批為“盜竊中央檔案館核心機密”，孫的領導嚴佑民1968年3月因此被關進秦城監獄。